# Verblen
Verblen, sedmi zagrebački biskup, nasljednik Macilina.

## Životopis
Gorički arhiđakon Ivan ne spominje Verblena na popisu zagrebačkih biskupa. Jedini podatci o Verblenu dolaze iz djela Baltazara Adama Krčelića De regnis Dalmatiae et Sclavoniae notitiae praeliminares. Ne donose se nikakvi drugi podatci osim da je u svibnju 1142. godine bio zagrebački biskup, iako neki navode da je biskupovao od 1142. do 1155.

## Vanjske poveznice
Mrežna mjesta
- Verblen (oko 1142.), životopis na stranicama Zagrebačke nadbiskupije

| Titule u Katoličkoj Crkvi | Titule u Katoličkoj Crkvi       | Titule u Katoličkoj Crkvi |
| ------------------------- | ------------------------------- | ------------------------- |
| prethodnik Macilin        | zagrebački biskup 1142. – 1155. | nasljednik Gotšald        |